# Suitbertus-Stiftsplatz 7

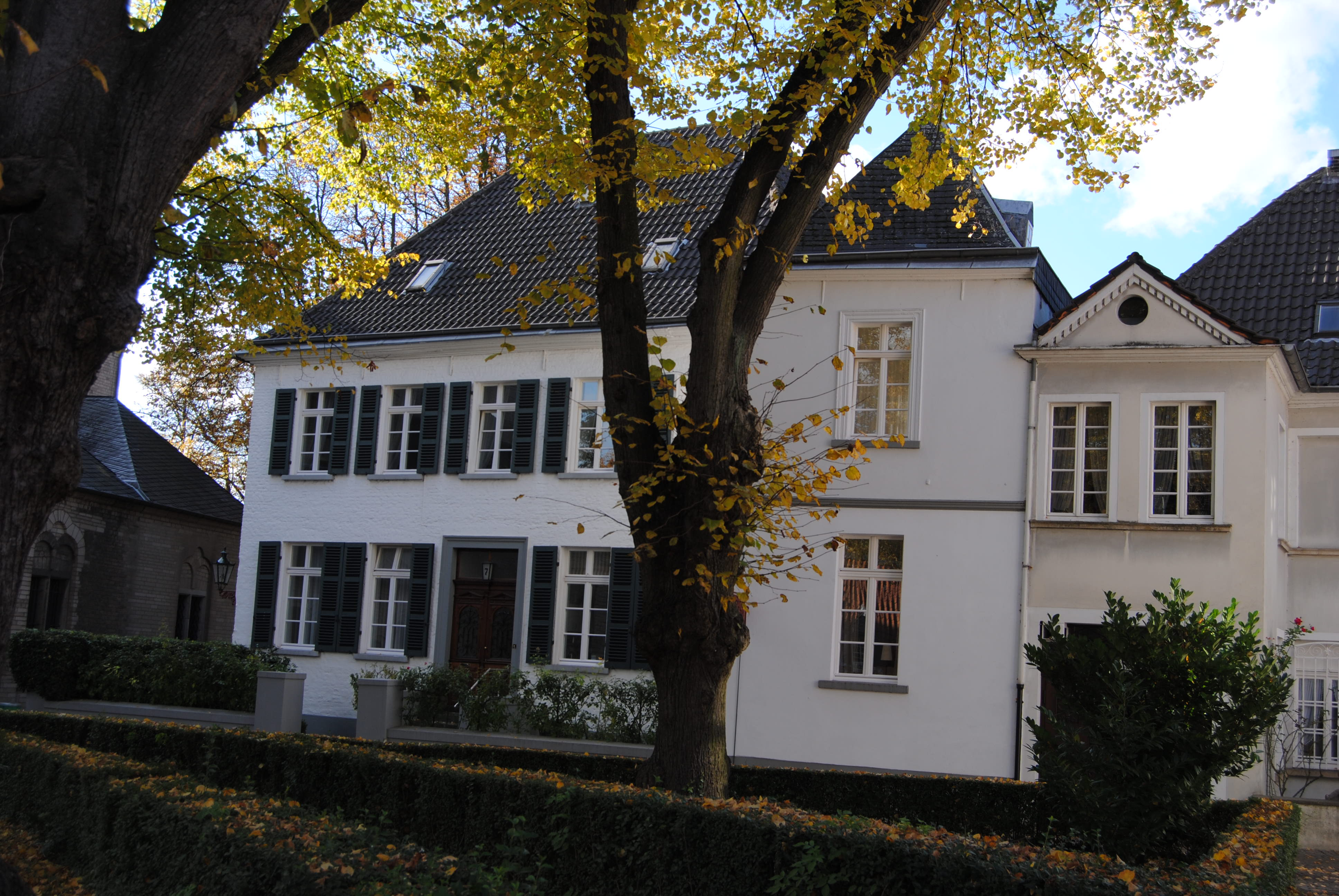
Haus Suitbertus-Stiftsplatz 7

Das Haus Suitbertus-Stiftsplatz 7 in Kaiserswerth, einem Stadtteil von Düsseldorf, wurde 1710 errichtet. Das Gebäude bei der Kirche St. Suitbertus ist ein geschütztes Baudenkmal.

## Beschreibung
Das zweigeschossige Walmdachhaus mit fünf Achsen wurde 1710 vom Zollbeseher Adam Koll errichtet und 1769 vom Kanoniker von Rochow erworben. Der Turm, der ursprünglich zum Nachbargrundstück gehörte, wurde später mit dem Haus Nr. 7 verbunden. Der tonnengewölbte Keller besitzt noch romanische Rundbogennischen des Vorgängerbaus. 